# Doug Spradley
Douglas Spradley (Tacoma, 14 september 1966) is een Amerikaans-Duits basketbalcoach en voormalig basketballer.

## Spelerscarrière

### College
Spradley die ook een getalenteerde tennisser was, speelde basketbal tijdens zijn collegejaren aan Gonzaga University voor de Gonzaga Bulldogs. Tijdens zijn college jaren werd hij geëerd als zijn universiteit's Atleet van het Jaar in 1989. Hij scoorde in totaal 1427 punten tijdens zijn vier jaar voor Gonzaga University. Spradley bereikte zijn beste seizoensgemiddelde in 1988/89 toen hij gemiddeld 21,6 punten per wedstrijd scoorde.

### Amsterdam Canadians en Paderborn Baskets
Na zijn collegeperiode ging Spradley naar Europa en speelde eerst in Nederland bij de Amsterdam Canadians. De Belgische coach Werner Rotsaert bracht Spradley in 1992 naar Duitsland om zich aan te sluiten bij de Paderborn Baskets in de tweede klasse. In 1994 speelden de twee een belangrijke rol in de eerste promotie van de club, toen bekend als Forbo Paderborn, naar de eerste klasse. Na een slecht seizoen met negen overwinningen in 32 wedstrijden moest de club het in een degradatieronde opnemen tegen de beste clubs uit de tweede klasse. Aangezien de clubs uit de tweede klasse slechts één in aanmerking komende buitenlandse speler in hun ploeg hadden, mochten ook de clubs uit de eerste klasse slechts één van hun twee buitenlandse spelers voor deze degradatieronde gebruiken. Om de positie onder de basket niet te verzwakken werd Spradley, de derde beste schutter van het Bundesliga-seizoen tot dan toe (21,8 punten/wedstrijd), bij Paderborn naar de tribune "verbannen" ten gunste van de Estse center Margus Metstak. Paderborn kon deze verzwakking niet aan en verloren bijna al hun wedstrijden. Teleurgesteld door onder meer de prestaties van zijn team en de verkeerde inschatting van de buitenlanderspositie verliet coach Rotsaert voortijdig de club, zodat Spradley zelfs enkele wedstrijden als coach optrad, maar degradatie naar de tweede klasse niet kon voorkomen.

### Braunschweig
In 1996 keerde Spradley terug naar de eerste klasse door naar Löwen Braunschweig te verhuizen. Hij speelde samen met spelers als Mike Jackel en Scooter Barry, haalde Spradley in het seizoen 1996/97 gemiddeld 11,8 punten per wedstrijd en bereikte met de ploeg de kwartfinales van de Bundesliga. Hij was ook in dienst van Braunschweig in 1997/98, en bereikte de kwartfinales van het Duitse kampioenschap waar ze werden uitgeschakeld door Bamberg. Kort voor het begin van de eindronde had Spradley, die wegens een operatie tijdelijk uitgeschakeld was, het Duitse staatsburgerschap gekregen. Naarmate het seizoen vorderde, kreeg de club kritiek op zijn prestaties en het bestuur overwoog publiekelijk een nieuw contract ter vervanging van Spradley, wiens statistieken in de Bundesliga-campagne 97/98 12 punten en 2,4 assists per wedstrijd bedroegen.

### SSV Weißenfels en Paderborn
Ondanks een nog lopend vierjarig contract werd Spradley in 1998 op aandringen van Braunschweig-coach Bill Magarity ontslagen. Toen hij in 1998 naar SSV Weißenfels verhuisde, speelde hij aanvankelijk weer in de tweede klasse, voordat SSV Weißenfels een jaar later naar de eerste klasse promoveerde omdat SV Oberelchingen zijn licentie teruggaf. Spradley haalde in het seizoen 1999/2000 gemiddeld 11,2 punten per wedstrijd voor de Bundesliga-nieuwkomers uit Weißenfels. Spradley keerde in 2000 terug naar Paderborn om er zijn carrière af te sluiten.

## Coachcarrière

### Paderborn
In 2001 nam Spradley de Paderborn Baskets in de tweede klasse onder zijn hoede, waarvoor hij al vele jaren als speler actief was geweest. Samen met sportdirecteur Nima Mehrdadi, die al ervaring had opgedaan als assistent-coach van Rotsaert, kon hij een team samenstellen dat ambities had om opnieuw te promoveren. In het seizoen 2004/05 incasseerden ze hun tweede en laatste nederlaag op speeldag 10 en wonnen ze al hun resterende wedstrijden, inclusief een overwinning in de tweede ronde tegen de promotiefavorieten Eisbären Bremerhaven, maar moesten Bremerhaven voor laten gaan vanwege de verloren onderlinge duels. In het daaropvolgende seizoen 2005/06 won de ploeg eindelijk al haar wedstrijden, zodat Spradley, na een seizoen lang 50 overwinningen op rij, opnieuw en voor het eerst als coach promoveerde naar de Bundesliga. Spradley kon het team in de volgende twee jaar twee keer in de middenmoot van de competitie plaatsen, telkens met 16 overwinningen uit 34 wedstrijden. In het derde jaar van hun terugkeer naar de Bundesliga haalden ze na een matige start en ondanks grote financiële problemen de play-offs voor het kampioenschap. Ze werden in de 16e finales verslagen door de voormalige kampioenen Alba Berlin. 

### Eisbären Bremerhaven
Nadat Spradley twee jaar eerder al naar Oldenburg wilde verhuizen, nam hij na dit seizoen het stokje over als coach van het gedegradeerde Eisbären Bremerhaven, dat zich alleen via een wildcard kon verzekeren van het lidmaatschap van de hoogste klasse. Naast zijn assistent-coach Stephan Völkel vergezelde ook Steven Esterkamp, die later het hele seizoen met een blessure uitviel, Spradley naar Bremerhaven. Spradley haalde ook Louis Campbell, die hij ook in Paderborn had gecoacht, terug uit Japan, die samen met de beste Bundesliga rebounder Jeff Gibbs, die van Ratiopharm Ulm was gekomen, een belangrijk lid was van het team dat zesde werd in het reguliere seizoen van het seizoen 2009/10 kwalificeerde voor de play-offs. In de kwartfinales versloegen zij verrassend de pas gekroonde EuroChallenge-kampioenen BG Göttingen in de beslissende wedstrijd met een game- en seriebeslissende buzzer beater van Andrew Drevo. In de beslissende vijfde wedstrijd van de halve finales hadden ze deze keer een thuiswedstrijd maar verloren ze in overtime van de Skyliners Frankfurt. Spradley was coach tot april 2013 voor de Eisbären Bremerhaven. Na afloop van het seizoen 2012/2013 werd zijn aflopende contract niet verlengd door de club. Onder zijn leiding bereikten de Eisbären tweemaal de play-offs van de Basketball Bundesliga. De ploeg eindigde het laatste seizoen op de elfde plaats op de ranglijst.

### s.Oliver Baskets en SC Rasta Vechta
Op 15 mei 2014 werd bekend dat Doug Spradley de nieuwe hoofdcoach werd van de s.Oliver Baskets uit Würzburg. Spradley verhuisde naar de voormalige Bundesliga ploeg, die in het seizoen 2014/2015 uitkwam in de 2. Basketball Bundesliga ProA, en tekende een tweejarig contract. Hij leidde Würzburg terug naar de Bundesliga, en onder zijn leiding bereikte de ploeg in het seizoen 2015/16 als gepromoveerde ploeg de kampioensronde, waar ze in de kwartfinales werden uitgeschakeld door de uiteindelijke titelwinnaars Bamberg. Op 30 december 2016 werd Spradley door Würzburg ontslagen. Als reden gaf de clubleiding de "sportieve ontwikkeling in de afgelopen weken en maanden". Op het moment van de scheiding stond Würzburg op de 14e plaats in de BBL-tabel en hadden ze zeven van hun vorige tien Bundesliga-wedstrijden verloren.
Op 8 februari 2017 werd hij door de met degradatie bedreigde Bundesliga-club SC Rasta Vechta ingehuurd als nieuwe hoofdcoach, maar miste met de Nedersaksen een verblijf in de hoogste competitie na een 57-101 verlies tegen FC Bayern München op Paaszondag 2017. In het seizoen 2017/18 leidde hij Vechta naar de play-offs als topteam in de competitie. Op 10 april 2018 maakte Rasta Vechta in een persbericht bekend dat de samenwerking met Doug Spradley aan het einde van het seizoen zou eindigen. Als reden gaf Spradley de "verschillende ideeën over het toekomstige werk". Hij leidde de Nedersaksen vervolgens naar promotie naar de Bundesliga als kampioen van de 2. Bundesliga ProA.

### Tübingen Tigers en ZZ Leiden
Voor het seizoen 2019/20 werd Spradley hoofdcoach in de 2. Basketball Bundesliga ProA bij de Tübingen Tigers. Op 1 januari 2020 maakte de club bekend afscheid te nemen van Spradley, omdat de sportieve situatie niet aan de verwachtingen voldeed. In het voorgaande seizoen had Tübingen onder zijn leiding acht van de zestien competitiewedstrijden gewonnen. Na een sabat van tweejaar werd hij in augustus 2022 coach van ZZ Leiden uit Nederland. Met Leiden wist Spradley de Nederlandse beker en het Nederlands kampioenschap te winnen in 2023. ZZ Leiden won daarmee voor het eerst in het bestaan de dubbel. Tijdens de huldiging om het kampioenschap in het centrum van de stad maakte de voorzitter van de club en Spradley bekend dat ze een overeenkomst voor nog 1 seizoen hadden bereikt. De week na het kampioenschap prolongeerde het team van Spradley het Bnxt-kampioenschap door de best of 3 serie te winnen. Opvallend werd het 2-1 tegen Filou Oostende (de kampioen van België) waarbij Leiden de 2 uitwedstrijden wist te winnen. Op 1 mei 2024 vlak voor de reguliere Bnxt thuiswedstrijd tegen Oostende verlengde Spradley zijn contract voor 2 seizoenen bij ZZ Leiden.

## Privéleven
Spradley verkreeg in 1998 de Duitse nationaliteit en trouwde ook met een Duitse.